# George Maxwell Richards
George Maxwell Richards,  (San Fernando, 1 de dezembro de 1931 – 8 de janeiro de 2018) foi o 4º Presidente da República de Trinidad e Tobago, de 2003 até 2013.
Assumiu o cargo em 17 de março de 2003, sendo o primeiro Chefe de Estado de um país caribenho de origem ameríndia, e deixou-o a 18 de março de 2013.

## Biografia
George Maxwell Richards, mais conhecido por "Max" Richards, nasceu na cidade de San Fernando, no sul da ilha de Trinidad, onde obteve sua iniciação escolar e depois foi para a escola Queen's Royal College em Port of Spain. De 1950 a 1951 ele trabalhou para a Shell de Trinidad e Tobago em Point Fortin quando se formou em Química. Passou a estudar na Universidade de Manchester onde obteve o grau de bacharel em 1955 e o de mestrado em Engenharia Química em 1957; continuava trabalhando na Shell sob licença para estudar na Inglaterra.Richards continuou os estudos e obteve o grau de doutorado PhD em Engenharia Química pela mesma universidade e retornou a Trinidad para trabalhar. Entrou na Universidade das Índias Ocidentais como professor do Departamento de Engenharia Química do campus Saint Augustine. De 1980 a 1985 se tornou Pró Reitor e Sub Reitor da Universidade das Índias Ocidentais, logo depois se tornou Reitor num período turbulento na universidade em 1988. Passou o cargo após contornar os problemas e voltou a ser reitor em 1996, quando se aposentou, embora tenha permanecido lecionando como Professor Emeritus até sua eleição como presidente do país.
Richards também recebeu o título de Doutor Honoris Causa da Heriot-Watt University em 2007  já como Presidente de Trinidad e Tobago, que havia assumido em 2003. Foi reeleito para um segundo mandato de cinco anos pelo colégio eleitoral em 11 de fevereiro de 2008, sendo o único candidato no pleito.

## Vida Pessoal
Em 1977, Richards recebeu a medalha de ouro de Chaconia da Ordem Nacional da Trindade do governo de Trinidad e Tobago por suas contribuições relevantes ao ensino no país. Ele foi casado com a senhora Jean Ramjohn-Richards, uma anestegiologista e teve dois filhos: Mark Richards, filho, que também é médico tal qual a mãe e uma filha, Maxine Richards, que é empresária.

## Presidência de Trinidad e Tobago
Presidente Richards se tornou presidente em 17 de março de 2003. Foi reeleito em 2008 e, em maio de 2009 sofreu um processo de impeachment para que renunciasse ao cargo quando foi apontado pela Comissão de Integridade de Trinidad e Tobago do Congresso, cujos membros renunciaram por vários motivos em 1 de maio de 2009 durante uma viagem presidencial de três semanas de férias, num possível golpe de estado. Ele teve que se dirigir à Nação num pronunciamento televisivo e informar que não teria motivos para que renunciasse ao cargo. Passou o governo do país a Anthony Carmona em 2013.